# 焦氏平鮋
焦氏平鮋，為輻鰭魚綱鮋形目鮋亞目平鮋科的其中一種，為溫帶海水魚，分布於西北太平洋日本及韓國海域，棲息在底層水域，卵胎生，生活習性不明。